# Kurtlar Vadisi (serie televisiva)
Kurtlar Vadisi è una serie televisiva turca andata in onda in Turchia, per tre stagioni, dal 2003 al 2005.

## Personaggi e interpreti
- Polat Alemdar (stagioni 1–4), interpretato da Necati Şaşmaz.
- Elif Eylül (stagioni 1–4), interpretato da Özgü Namal.
- Memati Baş (stagioni 1–4), interpretato da Gürkan Uygun.
- Seyfullah Yördem (stagioni 1–3), interpretato da Nihat Nikerel.
- Aslan Akbey (stagioni 1–2), interpretato da Selçuk Yöntem.
- Süleyman Çakır (stagioni 1–2), interpretato da Oktay Kaynarca.
- Abdülhey Çoban (stagioni 2–4), interpretato da Kenan Çoban.
- Erhan Ufuk (stagioni 2–4), interpretato da Erhan Ufak.

## Episodi
| Stagione   | Episodi | Intervallo di episodi | Anno      |
| ---------- | ------- | --------------------- | --------- |
| Stagione 1 | 20      | 1–20                  | 2003      |
| Stagione 2 | 35      | 21–55                 | 2003–2004 |
| Stagione 3 | 31      | 56–86                 | 2004–2005 |
| Stagione 4 | 11      | 87–97                 | 2005      |